# Grudiens
Les Grudiens (Grudii), sont un peuple de la Gaule Belgique descendant des Nerviens. 

## Peuplement
Les Grudiens occupaient l'île de Kadsand ainsi que la partie marécageuse du continent qu'elle avoisine. 
Les Grudiens ne sont attestés que par une seule et unique référence dans la Guerre des Gaules de Jules César :
« [Les Nerviens] Ayant donc sur-le-champ envoyé des courriers aux Ceutrons, aux Grudii, aux Lévaques, aux Pleumoxii, aux Geidumnes, peuples qui sont tous dans leur dépendance, ils rassemblent le plus de troupes qu'ils peuvent ; et volent à l'improviste aux quartiers de Cicéron, avant que le bruit de la mort de Titurius soit parvenu jusqu'à lui. Il arriva, ce qui était inévitable, que quelques soldats occupés à faire du bois pour les fascines, et répandus dans les forêts, furent séparés de leur corps par la soudaine irruption des cavaliers ennemis et enveloppés de toutes parts. Un nombre considérable d'Éburons, de Nerviens, d'Atuatuques ainsi que leurs alliés et auxiliaires, viennent ensuite attaquer la légion. Nos soldats courent sur-le-champ aux armes et bordent le retranchement. Ils eurent ce jour-là beaucoup de peine à résister à des ennemis qui avaient mis tout leur espoir dans la promptitude de leur attaque, et qui se flattaient, en remportant cette victoire, d'être désormais invincibles ».